# Ami-dong
Ami-dong (koreanska: 아미동) är en stadsdel i staden Busan, i den sydöstra delen av Sydkorea, 300 km sydost om huvudstaden Seoul. Den ligger i stadsdistriktet Seo-gu.